# Кастелспина
Кастелспина (итал. Castelspina) је насеље у Италији у округу Алесандрија, региону Пијемонт.
Према процени из 2011. у насељу је живело 363 становника. Насеље се налази на надморској висини од 115 м.

## Становништво
| 1936. | 1951. | 1961. | 1971. | 1981. | 1991. | 2001. | 2011. |
| ----- | ----- | ----- | ----- | ----- | ----- | ----- | ----- |
| 778   | 676   | 603   | 519   | 432   | 371   | 394   | 422   |